# Ignace Yechenou
Ignace Yechenou, né le 31 juillet 1962 au Bénin, est un dramaturge, cinéaste, producteur et réalisateur béninois. Il est directeur adjoint du centre national du cinéma et de l'image animée du Bénin (Cncia-Bénin).

## Biographie

### Enfance et formations
Ignace Yechenou, né le 31 juillet 1962 au Bénin, a étudié à l'école normale supérieure et l'Institut national de l'audiovisuel (Bry sur Marne, France).

### Carrière
Ignace Yechenou est directeur adjoint du centre national du cinéma et de l'image animée du Bénin (Cncia-Bénin).

## Filmographie
Ignace Yechenou produit et réalise métrages: 
- Baobab,

- Les justiciers, sortie en 2001, Chasse a l'homme, Taxi brousse: Nationalité: blanche, Bourreaux d'enfants, Contractions, Pharmacie par terre[4] ,

- Ayaba un long-métrage de fiction d'une durée de 105 minutes sortie en 2002[5],

- Courts du soir[6].